# بانكد
بانكد هو برنامج كاميرة خفية بث أول مرة على إم تي في في عام 2003 وكان يقدم البرنامج أشتون كوتشر.هو يشبه كثير برامج الكاميرا الخفية الكلاسيكية الصريحة واغلب الحلقات يكون الكامير الخفية ضد ممثليين مشهوريين.

## روابط خارجية
- بانكد على موقع IMDb (الإنجليزية)
- بانكد على موقع ميتاكريتيك (الإنجليزية)
- بانكد على موقع كينوبويسك (الروسية)
- بانكد على موقع قاعدة بيانات الفيلم (الإنجليزية)